# توماس كيد (رسام توضيحي)
توماس كيد (بالإنجليزية: Thomas Kidd)‏ هو رسام توضيحي أمريكي، ولد في 10 أغسطس 1955 في تامبا في الولايات المتحدة.

## وصلات خارجية
- الموقع الرسمي
- توماس كيد على موقع IMDb (الإنجليزية)